# Joan Didion
Joan Didion (født 5. december 1934, død 23. december 2021) var en amerikansk forfatter og litteraturjournalist. I sine romaner og essays undersøgte Didion desintegrationen af de amerikanske værdier og et kulturelt kaos, hvor det altoverskyggende tema er individuel og social fragmentering.

## Liv
Joan Didion er datter af Frank Reese og Eduene (født Jerrett) Didion og voksede op i Sacramento i Californien. 
Didion var et intelligent barn. Hun erindrede, at hun begyndte at skrive allerede som femårig. Senere skulle hun have skriftlig tilladelse fra sin mor til at låne voksenbøger på biblioteket. Fordi faren arbejdede for det amerikanske luftvåben under 2. verdenskrig, flyttede familien meget gennem Didions barndom, hvilket gjorde, at hun ikke gik regelmæssigt i skole, hvilket fik hende til at føle sig som en outsider. 
I 1956 afsluttede Didion sin bachelorgrad i engelsk litteratur University of California, Berkeley. Som studerende vandt hun en essaykonkurrence sponsoreret af Vogue, hvor præmien var et job på magasinet. På to år arbejdede Didion sig op fra tekstforfatter til redaktør. Mens hun arbejdede for Vogue, skrev hun sin første roman Run, River, der udkom i 1963. I New York mødte hun forfatteren John Gregory Dunne, der på det tidspunkt skrev for Time Magazine, og ham blev hun gift med i 1964. Nygift vendte hun tilbage til Californien og udgav i 1968 en samling essays fra tiden på Vogue, Slouching Towards Bethlehem, om sine erfaringer fra Californien. I årene herefter vedblev hun at skrive artikler til store amerikanske magasiner og tidsskrifter som LIFE, Esquire, The Saturday Evening Post, The New York Times og The New York Review of Books og at udgive essaysamlinger og romaner. 
Didion arbejdede ofte tæt sammen med sin mand. Ægteparret skrev flere filmmanuskripter sammen, blandt andet et manuskript bygget over Didions roman fra 1970 Play It As It Lays. 
Ægteskabet med Dunne varede næsten fyrre år til han den 30. december 2003 døde af en blodprop i hjertet. Som en reaktion og en måde at overkomme tabet begyndte Didion den 4. oktober 2004 at skrive den roste The Year of Magical Thinking (2005), som hun færdiggjorde nytårsaften 88 dage senere. Mens Didion var i gang med at promovere The Year of Magical Thinking den 26. august 2005, døde hendes og Dunnes datter, Quintana Roo Dunne, efter lang tids sygdom. I 2011 udgav Didion den ligeledes biografiske Blue Nights, der handler om aldring og om forholdet til datteren. 
Didion flyttede siden tilbage til New York.

## Priser og anerkendelse
For The Year of Magical Thinking modtog Didion i 2005 National Book Award for Nonfiction. I 2007 modtog hun Nationel Book Award's Medal for Distinguished Contribution for sit livslange bidrag til amerikansk litteratur. I 2009 blev hun hædret med titlen Doctor of Letters af Harvard University, i 2011 blev hun tildelt samme titel af Yale University. 
Den 3. juli 2013 annoncerede det Hvide Hus, at Didion var en af modtagerne af the National Medals of Arts and Humanities, der blev uddelt af præsident Barack Obama.

### Filmmanuskripter
- The Panic in Needle Park (1971)
- Play It as It Lays (1972) (baseret på romanen med samme titel)
- A Star Is Born (1976)
- True Confessions (1981)
- Up Close & Personal (1996)